# Synagoga w Wieliczce (ul. Seraf 11)
Synagoga w Wieliczce – synagoga znajdująca się w Wieliczce przy ulicy Seraf 11.
Synagoga została zbudowana w 1911 roku. W latach 30. XX wieku budynek służył także jako siedziba gminy żydowskiej, podczas okupacji niemieckiej w latach 1939–1942 mieściła się tu Rada Żydowska Judenrat. Po wywózce i niemal całkowitej zagładzie społeczności żydowskiej Wieliczki i okolic w sierpniu 1942 r. okupanci niemieccy zdewastowali wnętrze synagogi. Po zakończeniu wojny budynek wielokrotnie przebudowywano i z czasem zatracił on całkowicie swój pierwotny wygląd. Najpierw znajdował się tu warsztat Spółdzielni Inwalidów „Promień” oraz mieszkania, w chwili obecnej służy on jako siedziba kilku firm prywatnych.
26 listopada 1987 synagoga została wpisana do rejestru zabytków.